# Destroy All Humans! 2
 (juillet 2019).
Si vous disposez d'ouvrages ou d'articles de référence ou si vous connaissez des sites web de qualité traitant du thème abordé ici, merci de compléter l'article en donnant les références utiles à sa vérifiabilité et en les liant à la section « Notes et références ».
Destroy All Humans! 2 est un jeu vidéo de plates-formes sorti sur PlayStation 2 et Xbox. Il s'agit de la suite de Destroy All Humans!. Le jeu est sorti le 17 octobre 2006 aux États-Unis. Le jeu a été développé par Pandemic Studios.